# Mjukrock
Mjukrock (engelska: soft rock) är en musikstil som kombinerar stilar från singer-songwriter-musik (se även vispop), folkrock och poprock. Sångtexterna handlar ofta om relationer.
Piano är/var ett vanligt instrument inom genren, senare även synthesizer och ibland även saxofon. Elgitarren är ofta något mer tillbakadragen i ljudbilden.

## Historik
Genren uppstod kring 1970, som en motreaktion mot den tyngre musiken hårdrock och heavy metal, som börjat dominera rocken på den tiden. Vid denna tid blev det vanligt att dela upp rockmusiken i mjukrock och hårdrock.
Genren tenderar till tung användning av akustiska gitarrer, pianon, synt (synthesizer på engelska, som till största del är ett keyboard) och ibland saxofoner. Den elektriska gitarren i mjukrock är normalt svagare och mer högfrekvent. Mjukrock härstammar från folkrock, med hjälp av akustiska instrument lägger man större tonvikt på melodi och harmonier.

## Exempel på mjukrock låtar
- "Crimzon and Clover" – Tommy James & the Shondells
- "Never My Love" – The Association
- "Tell Her No" – The Zombies
- "Because" – The Dave Clark Five

## Exempel på mjukrocksband/artister
- Tommy James & the Shondells[2]
- The Association
- The Zombies
- The Dave Clark Five
- Bee Gees
- Elton John
- Bread[3]
- America
- Edison Lighthouse
- Harry Nilsson
- Carly Simon
- The Hollies
- Harpers Bizarre
- The Searchers
- Albert Hammond
- Herman's Hermits
- The Lemon Pipers
- Paul McCartney och Wings
- Gilbert O'Sullivan
- Fleetwood Mac